# Список послов Израиля во Франции
Список послов Израиля во Франции, глав израильского диппредставительства во Франции с момента основания Израиля в 1948 году до сегодняшнего дня: